# Narciso Ferreira
Narciso Ferreira ComMI • GOM • GCMI (Pedome, 7 de julho de 1862 – Riba de Ave, 23 de março de 1933) foi um empresário e filantropo português no norte de Portugal (Riba de Ave, em Vila Nova de Famalicão). Foi considerado como um dos mais distintos empresários industriais no país, tendo sido um dos pioneiros na instalação da indústria têxtil no vale do Rio Ave. É considerado o grande fundador da indústria têxtil em Portugal e responsável pelo início do abastecimento de energia elétrica no Norte do País.

## Biografia

### Nascimento
Narciso Ferreira nasceu em 7 de Julho de 1862, na aldeia de Pedome, numa família de trabalhadores agrícolas.

### Carreira
Começara vendendo os panos que ele próprio fabricava pelas feiras dos arredores de Riba de Ave onde tinha nascido.— Maria Filomena Mónica, citada no Diário de Notícias
A carreira de Narciso Ferreira na indústria têxtil iniciou-se por volta de 1881, quando montou uma oficina na sua casa, com dois teares, cuja produção era vendida nas feiras e na cidade do Porto. Durante esta fase estabeleceu várias relações com os clientes, que lhe iriam ser vitais quando se começou a estabelecer como empresário. Depois de ser ter casado em Riba de Ave, instalou uma oficina própria naquela vila por volta de 1890, que era alimentada por uma queda de água artificial no rio. Um dos principais motivos que levou Narciso Ferreira a se estabelecer em Riba de Ave foi por a vila ser já um centro têxtil, embora ainda centrada na tecelagem manual de pano de linho e artefactos de lã. Esta oficina chegou a ter dezanove teares mecânicos, tendo sido ali que Narciso Ferreira desenvolveu os produtos conhecidos como riscados fortes, que lhe trouxeram a fama e as receitas que necessitou para expandir as suas actividades.
Com efeito, em 1894 formou uma sociedade com os empresários portuenses Manuel J. Oliveira, José Augusto Dias, Ortigão Sampaio e J. Fernandes Machado, embora a entidade só tenha sido oficialmente criada em 1896, constituindo assim a firma Sampaio, Ferreira & C.ª. A antiga oficina foi ampliada, passando a ser uma fábrica com duzentos teares mecanizados, e oficinas para fazer a manutenção e a renovação dos aparelhos. Esta foi a primeira grande unidade têxtil em Riba de Ave, constituindo um marco importante na história da vila. Estas iniciativas de implantação industrial por parte de Narciso Ferreira podem ser consideradas como parte de um processo de expansão da indústria têxtil na região do Norte, centrado na cidade do Porto, e que atingiu o vale do Rio Ave nos finais do século XIX. Em 1910, a fábrica empregava 473 homens e 373 mulheres, um número considerável tendo em conta as reduzidas dimensões da povoação em que estava inserida, sendo ultrapassada na região apenas pela Fábrica de Fiação e Tecidos do Rio Vizela.
A fábrica afirmou-se igualmente como um centro de aprendizagem, permitindo a formação de novos técnicos, que iriam ser utilizados na expansão das operações fabris, tendo os próprios filhos de Narciso Ferreira também sido aprendizes. Com efeito, foi a origem de duas novas companhias, a Empresa Têxtil Eléctrica, formada em 1905 na localidade de Caniços, e a Oliveira, Ferreira, & C.ª, constituída em 1909, instalada igualmente em Riba de Ave. Iniciou também a participação noutras corporações, como as Sociedades Têxteis de Vila do Conde e Arcozelo. Isto está de acordo com a filosofia de Narciso Ferreira, que acreditava que era melhor criar várias pequenas empresas do que se concentrar apenas na expansão da inicial. Em 1939, as três companhias, em conjunto, já se afirmavam como o principal grupo empresarial na região, no ramo dos têxteis, empregando quase três mil pessoas. Após o seu falecimento, a família prosseguiu e expandiu as operações industriais na região, tendo atingido um número aproximado de doze milhares de trabalhadores nos finais da década de 1950. Narciso Ferreira também se relevou pela sua aposta na modernização, podendo ser considerado como um dos predecessores dos programas de aproveitamento dos recursos hidro-eléctricos, uma vez que instalou uma central deste tipo na sua unidade de Caniços. Esta experiência foi bem-sucedida, tendo sido uma das bases para a criação da Companhia Hidro-Eléctrica do Varosa, fundada em 1907 no concelho de Lamego, e que foi a primeira grande central deste tipo em território nacional. Em 1928 foi construída uma central térmica em Caniços, que permitiu um grande aumento na potência, e criando uma rede de distribuição de electricidade em 21 concelhos da região. Desta forma, Riba de Ave foi uma das primeiras freguesias em Portugal a ter fornecimento de eletricidade e iluminação pública. Outra área na qual também demonstrou interesse foi a agricultura, tendo sido o impulsionador de uma grande floresta de eucaliptos em Lordelo. Exerceu como presidente da Associação Comercial e Industrial de Vila Nova de Famalicão, concelho onde também foi vereador.
Narciso Ferreira e os seus descendentes ficaram conhecidos igualmente pela obra filantrópica, tendo utilizado grande parte dos lucros em vários melhoramentos na freguesia de Riba de Ave, como a construção de bairros operários, um hospital, uma escola primária, um teatro, um quartel da Guarda Nacional Republicana, uma estação de correios, e a Estalagem de São Pedro. Em 1945, a sua família instituiu a Fundação Narciso Ferreira, com a finalidade de gerir vários equipamentos de cariz social, educativo e cultural, como a escola, bombeiros, teatro e hospital, e prestar assistência social às populações.

### Falecimento e família
Narciso Ferreira faleceu no dia 22 de Março de 1933, em Riba de Ave. Teve dez filhos, dos quais dois faleceram ainda durante a infância, tendo alguns atingido igualmente carreiras destacadas no campo da indústria, como Manuel Carlos Ferreira, falecido em 1935. Outro filho que também se relevou como empresário, mas no campo da produção eléctrica, foi Delfim Ferreira, cuja empresa foi a origem da Companhia Hidro-Eléctrica do Norte de Portugal, nacionalizada em 1975. Quando da sua morte em 1960, Delfim Ferreira era considerado o homem mais rico de Portugal. Tem um célebre colégio privado com o seu nome em Riba de Ave: Externato Delfim Ferreira, fundado em 1962 e encerrado em 2019.
Raúl Ferreira de Riba d'Ave (segundo filho mais novo de Narciso Ferreira), em observação da "grande e valiosa proteção dispensada às Missões Portuguesas no Ultramar e benemerência no País", recebeu o título de Conde de Riba d'Ave em 1947 pela Santa Sé (S.S. Pio XII).

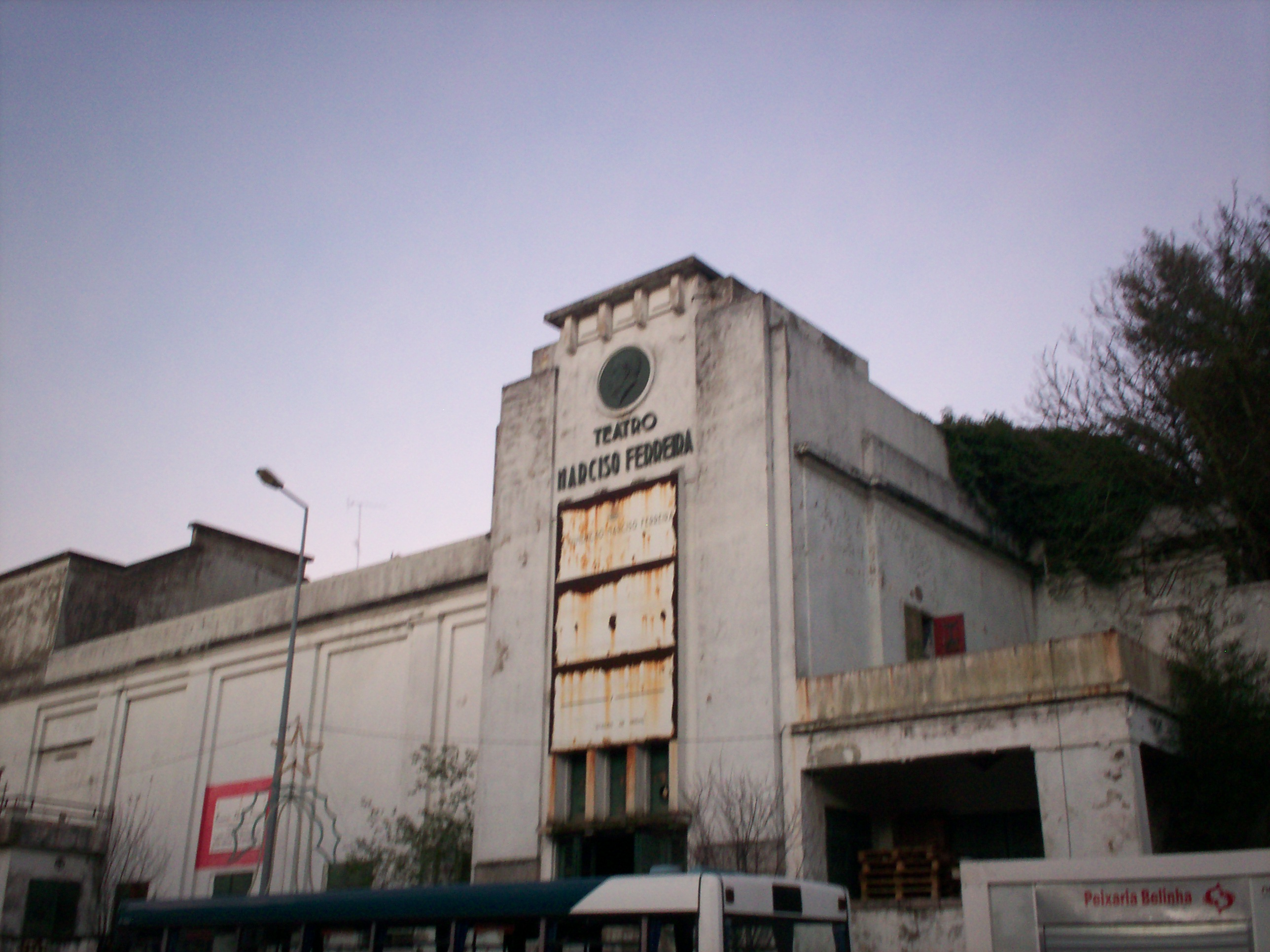
Teatro Narciso Ferreira, em Riba de Ave

## Homenagens
Segundo o jornal desportivo Stadium de 11 de Outubro de 1944, surgiu no concelho de Famalicão um movimento, liderado pelo empresário e jornalista Amadeu Mesquita, para instalar um novo estádio municipal, que seria baptizado com o nome de Narciso Ferreira em homenagem ao industrialista.
Narciso Ferreira Foi condecorado com o grau de Comendador da Ordem do Mérito Industrial em 30 de Janeiro de 1928, ascendendo a Grã-Cruz em 21 de Março de 1930, e em 20 de Maio de 1929 foi feito Grande-Oficial da Ordem do Mérito (benemerência).
Em Maio de 2016, a Câmara Municipal de Famalicão organizou um conjunto de iniciativas culturais em sua homenagem, que incluíram a exposição Des(a)fiar o Tempo da Indústria, e visitas guiadas à fábrica que fundou em 1896 e aos vários edifícios que construiu para o benefício da população.
- Hospital Narciso Ferreira (1933);
- Teatro Narciso Ferreira (1944);
- Fundação Narciso Ferreira (1945);
- Monumento a Narciso Ferreira (1949);
- Avenida Narciso Ferreira (Riba de Ave), Alameda Narciso Ferreira (Riba de Ave), etc.